# 中国人民解放军第四十五军
中国人民解放军第四十五军，是中国人民解放军曾经的一个军。1952年被撤销。

## 沿革
1945年10～11月，根据中共中央关于向东北发展，并争取控制东北的战略部署，陕甘宁边区警备第1旅（欠第3团）、教导第2旅第1团和晋察冀军区所属冀中军区第31团等部进至辽宁省锦州、朝阳等地区。经过扩编，于1946年合编为冀热辽军区独立第13、第16旅和第27旅（后改称独立第18旅）。
1947年8月，3个独立旅在热河省赤峰地区（今属内蒙古）改编为东北民主联军第八纵队。
- 司令员黄永胜、1947.12.1段苏权、1948年11月黄永胜
- 政治委员刘道生、邱会作
- 副政治委员兼政治部主任邱会作
- 参谋长黄鹄显
- 副司令员张天云
- 政治部主任段德彰、王逸群
- 第22师：独立第13旅，原冀热察部队。师长吴烈，政委谢明（曾任热西地委书记兼军分区政委，后改任司令员）
- 第23师：独立第16旅 副师长任荣
- 第24师：独立第18旅。原热东部队。师长丁盛、政委韦祖珍

共3.5万余人。
参加东北1947年秋、冬季攻势作战。1948年4～8月进行新式整军和练兵。
1948年11月，根据中央军委关于统一全军编制及部队番号的命令，东北野战军第8纵队改称中国人民解放军第四十五军，隶属东北野战军。黄永胜任军长（后第12兵团第一副司令员陈伯钧兼，再后张天云任军长），邱会作任政治委员，张天云任副军长（后丁盛），黄鹄显任参谋长（后雷震），段德彰任政治部主任（后李改）。后王逸群任副政治委员兼政治部主任。所辖第22、第23、第24师及新调入的独立第4师依次改称第133、第134、第135、第158师，全军共5.6万余人。
1950年2月，第134师在平而关地区全歼逃出国境后回窜的国民党军第17兵团部、第100军军部和第19、第197师残部。4月，第158师调离第45军建制，兼广州警备司令部。1951年3月，移驻广东省花县、清远、佛山等地区，担负守卫珠江口和机动作战任务。1952年8月，第133师调归第46军建制。10月，第45军军部及第134师（欠1个团）、第135师与第44军第130师另一个团，合编为第54军，第45军番号撤销。

## 编制
1952年撤编前，第四十五军下辖：
- 第一三三师
- 第一三四师
- 第一三五师